# Seznam zgodovinskih vsebin
Seznam zgodovinskih vsebin zajema vse članke, ki se nanašajo na zgodovino oz. obravnavajo zgodovinsko pomembne gesla. Osnovni namen seznama je nadzorovanje sprememb.

## A
aachenski kongres - aachenski mir - Aachenski mir (812) - aachenski mir (1668) - aachenski mir (1748) - Abad III. - Abadidi - Abas I. Veliki - Abasidi - Ferhat Abbas - Abd ar-Rahman - Abd ar-Rahman I. - Abd ar-Rahman II. - Abd ar-Rahman III. - Abd el-Kader - Abd el-Krim - Abdera - Abdulah el-Salem el-Sabah - Abdul Azis - Abdul Hamid II. - Abdul Medžid I. - Heinrich Abeken - Abidos, Egipt - Abidos (Dardanele) - Abodriti - abolicionizem - absolutizem - Abu Bakr - Ibrahim Abud - Abul Atahija Ismail - Abul-Fida Ismail ibn Ali - Abulfeda - ab urbe condita - Mirče Acev - Vera Dosta Aceva - Acruvium - Act of Settlement - Action française - Adamiti - John Adams - Samuel Adams - Adolf Nassauski - adopcija - adoptivni cesarji - aldii - Aloys Lexa von Aehrenthal - afera Daily Telegraph - afera Watergate - afera z ogrlico - Afriška listina - Afriški narodni kongres - Agadirski incident - Aga Kan - Aga Kan I. - Aga Kan II. - Aga Kan III. - Agamemnon - Herbert Sebastian Agar - Agathirzi - Agathokles - ager publicus - Agezilaj - Aglabidi - agnati - agora - agrarec - agrarna reforma - agrarna ureditev - agrarni maksimum - agrarni zakoni - Gnaeus Julius Agricola - Mikael Agricola - Agron - Ahajci - Ahajska zveza - Ahemenidi - ahemenidski napisi - Ahmad III. - Ahmadija - Ahmed-Paša Hercegović - Dimitrij Vlasjevič Ainalov - Mohamed Ajub Kan - Akaba - Akad - Akadci - Akademija - Akbar - akciza - akkermanska konferenca - akropola - Pavel Borisovič Akselrod - Aksumsko cesarstvo - Akvitanija - Alajbeg - Alarih I. - Gregorio Alas da Sommaripa - alavabtićeva afera - Fernando Álvarez de Toledo y Pimentel Alba - Alba Iulia - Alba Longa - Albert I. - Albert II. - Albert III. - Albert IV. - Albert V. - Albert Veliki - Albižani - Alboin - Wilhelm Eduard Albrecht - Albrecht I. - Albrect Brandenburški - Al-Džavz - Alfonso d'Albuquerque - Alcazar - John William Alcock - Alea iacta est - Aleksander I. Pavlovič - Aleksander II. Nikolajevič - Aleksander III. Aleksandrovič - Aleksander IV. - Aleksander V. - Aleksander VI. - Aleksander Karađorđević - Aleksander I. Karađorđević - Aleksander Jaroslavič Nevski - Aleksander Obrenović - Aleksander Veliki - Aleksandrija - Aleksandrijska knjižnica - Aleksandrijska shizma - Aleksandrova država - Aleksej Mihajlovič - Pjotr Aleksejevič Aleksejev - Aleksej I. Komnen - Alemani - Jean Le Rrond d'Alembert - Harold Alexander - Alfonz V. Afričan - Alfonz XII. - Alfonz X. Modri - algeciraška konferenca - alhambra - aliansa - Alija Alijagić - Janinski Ali-Paša - Ali-Paša Rizvanbegovič-Stočević - alkasuvaška pogodba - Alkibiad - Alkidamas - Al-Makrizi - Al-Masudi - Almeida - Almohadi - Almoravidi - Almoš - alod - Alogobotur - Rafael Altamira y Crevea - Nikola Altomanović - Aluzijan - Gustav von Alvensleben - Alvenslebnova konvencija - amandma - Amanuenzis - ambon - Vittorio Ambrosio - Ambrozij - Mihael Ambrož - Lado Ambrožič-Novljan - Nicolas Amelot De La Houssaye - Amenofis - Amenofis I. - Amenofis II. - Amenofis III. - Amenofis IV. - ameriška državljanska vojna - ameriška legija - ameriška osamosvojitvena vojna - Ameriški letalski asi druge svetovne vojne - Ameriški letalski asi prve svetovne vojne - ameriško-mehiška vojna - ameriško-španska vojna - Amfiktionija - amfora - amienski mir - Amitis - Marcellinus Ammianus - amnestija - Charles Amouroux - Amphipolis - Roald Amundsen - Ana Savojska - Anabaptisti - anabaza - anahoret - Anaksagora - Anaksimander - Anaksimen - anali - Anam - anarhizem - Ana Stuart - anatema - anatokizem - ancien régime - Andechs-Meranci - Vladislav Anders - Gyula Andrassy - Gyula Andrassy starejši - Gyula Andrassy mlajši - Andrej Bogoljubski - Andrej II. - Andrej III. Benečan - Andronik - Andronik I. Komnen - Andronik II. Paleolog - Andronk III. Paleolog - aneksija - Angli - Anglikanska cerkev - anglikanski členi - anglo-ameriška vojna (1812-1814) - Anglosaksonci - anglosaški mision - angorska bitka - Gabriele d'Annunzio - anona - anšlus - antanta - Anti - Antična orožja - antifašistična zveza žena - antifašistični svet narodne osvoboditve Jugoslavije - antifašizem - Antigon I. Monoftalmos - Antigonidi - antigonos - antika - antikrist - antikvar - Antioh - Antiohija - Antipater - antisemitizem - Anton II. Dobri - Antonij - Antonij Pij - anuiteta - Ion Antonescu - Marcus Antonius - ANZUS - Anžuvinci - Apači - Apage - apanaža - apartheid - Apian - Josip Apih - Apolonija - Mihajlo Apostolski - apostolski kralj - apostolski nuncij - apostolsko veličanstvo - apoteoza - appeasement - Aprilske teze - Arabci - Arabska liga - Jaser Arafat - Aleksej Andrejevič Arakčejev - Aramejci - Araukanci - Archiv für Heimatkünde - Archiv für Slavische Philologie - Abdul El Salem Mohamed Aref - areopag - arhaik - arhaizem - Arhelaj I. Makedonski - arheolog - arheologija - Arhidam II. - Arhimed - Arhit - arhiv - Arhivsko gradivo - Arhivistika - arhont - Aria - Ariel - Arij - arijanstvo - Ariovist - Aristagora - Aristarh - Aristil - aristokracija - Aristonikos - Aristotel - armada - Herman Arminius - Neil Armstrong - Ernst Moritz Arndt - Arnulf - Arpad - Arpadoviči - Arpadoviči - Flavius Arrianus - Arsenij - Arsenij I. - Arsenij II. - Arsenij III. Čarnojević - Arsenij IV. Jovanović-Šakabenta - Artakserks - Artakserks I. - Artakserks II. - Artakserks III. - Artakserks IV. - Artes liberales - artistična fakulteta - Artur - Asasini - Aseni - asiento - asignat - Caius Ainius Pollio - Asirija - askar - aspra - Astiag - asturijska vstaja - Ausrbanipal - Ašanti - Ašoka - Atahualpa - Atal I. Soter - Atal II. Filadelf - Atal III. Filometor - Atalija - ataman - Atanazij Veliki - Nur al-Din-al-Atasi - Atatürk - Atenski pakt - atentat - Atidograf - Atila - atiško-delska pomorska zveza - Atlantida - atlantska listina - atlantski zid - Clement Richard Attlee - Auersperg - augsburška veroizpoved - augsburški interim - augsburški verski mir - Aung San - Rudolf Augstein - Victor Aurelius - Aureus - Auschwitz - aval - avalski grad - Avari - Viktor Avbelj-Rudi - avditor - Aleksandru Averescu - avguri - Gaj Avgust Oktavijan - Avgust - Avgust II. Močni - Avgust II. - Avgust III. - Avguštin - Cene Avguštin - Avguštinci - avignonsko suženjstvo - Avrelijan - avstrijska nasledstvena vojna - avstrijsko-pruska vojna - avstrijsko-srbska tajna konvencija - Avstro-ogrski letalski asi prve svetovne vojne - avstromarksizem - Avstro-Ogrska - avstroslavizem - Jaka Avšič - avtodafé - avtohtonistična teorija - avtonomija - avtonomizem - avtoritativna država - Arthur Awmann - Ismail Azhari - Azijska socialistična konferenca - azijsko-afriška konferenca - azil - Azteki -

## B
François Noël Babeuf -
Francis Bacon -
badenska vstaja -
Baibars - 
bailli -
Bakunin, Mihail Aleksandrovič -
balance of power -
Balduin I. -
Balfour, Arthur James -
balfourjeva deklaracija -
balija -
balkanski vojni -
1. balkanska vojna -
2. balkanska vojna -
balkansko vprašanje -
bandurška konferenca -
baptisti -
barbari -
barierni traktati -
bartensteinska pogodba -
barvne knjige -
baselski koncil -
baselski mir (1499) - 
baselski mir (1795) - 
baselski program - 
basileus - 
Bastilja - 
bastonada - 
Batukan - 
bavarska nasledstvena vojna - 
Bavčar, Igor - 
Baza 20 -
Baza 80 -
Bebel, August -
Becher, Johannes Robert - 
Beck, Ludwig - 
bede - 
begardi - 
begine - 
Bekker, Balthasar - 
Béla III. Madžarski -
Bela hiša - 
Belgijski letalski asi druge svetovne vojne -
Belgijski letalski asi prve svetovne vojne -
Bellum iustum -
Benedikt, Vincent -
Benediktinci -
Benedikt iz Aniane -
Benedikt iz Nursije -
Papež Benedikt XII. -
beneficij -
beograjska konferenca -
beograjski mir -
beraški redovi -
beraško gibanje -
berlinska blokada -
berlinski kongres -
berlinski zid -
berlinski zračni most -
berlinsko vprašanje -
Bernadotti -
Bernard iz Clairvauxa -
Bernstein, Eduard -
Bertold iz Henneberga -
besançonski državni zbor -
bičarji -
bidermajer -
Bill of Rights -
bingerška volilna zveza -
birokracija -
Otto von Bismarck, Bismarck, Otto von -
Bismarckov sistem zvez -
Bismarcova socialna zakonodaja -
bitka narodov -
bitka treh cesarjev -
bitka pri El Alameinu -
bitka v Tevtoburškem gozdu -
bitka za Stalingrad - 
Bizanc -
bizantinsko cesarstvo -
Björköška pogodba -
Bleiweis, Janez -
bliskovita vojna -
bližnjevzhodni konflikt -
bloiska pogodba -
Blücher, Gebhard Leberecht -
Blum, Léon - 
Bluntschli, Johann Kasper -
Bodin, Jean -
Bogojinska resolucija -
Bogomil -
bogomili -
Bohorič, Adam -
bojar -
boj za Porurje -
boksarska vstaja -
Boleslav I. -
Bolgarski letalski asi druge svetovne vojne -
boljševiki -
boljševizem -
bolnik ob Bosporju - 
Bombardiranje Dresdna -
Napoleon Bonaparte -
Napoleon II. -
Napoleon III. - 
bonapartizem -
Bonifacij -
Bonifacij VIII. -
Bonomo, Peter -
Borrn, Stephan - 
Börne, Ludwig -
bosanska vojna -
bostonska čajanka -
božja milost -
božja sodba - 
božji mir -
brakteat -
Brandt, Willy -
bratislavski mir -
Brest-Litovski mir - 
breve -
Brežnjev, Leonid Iljič -
Brežnjeva doktrina -
Briand, Aristide - 
Briand-Kellogov pakt -
brigantini -
brionska deklaracija -
Brissot, Jacques Pierre -
bronasta doba -
Bruck, Karl Ludwig -
Büchner, Georg -
bruseljski sporazum -
bula - 
bulanžizem -
bulé - 
Bülow, Bernhard Heinrich Martin - 
bundestag - 
Burboni - 
burgundska vojna - 
Buri - 
Edmund Burke - 
burski vojni - 
burševstvo - 
buržoazija - 
Buthelezi, Gatsha Mongosuthu -

## C
Étienne Cabet - Jean Calvin - cambrajski mir - Camorra - camp-davidski sporazum - Tommaso Campanella - Canossa - Alfonso Capone - Georg Leo Caprivi - car - Don Carlos Maria Isidro de Borbón - Lazare Carnot - Carolina - casablanška konferenca - Fidek Castro Ruz - cateau-cambresiski mir - cateau-cambresiski mir (1.) - cateau-cambresiski mir (1559) - Camillo Benso Cavour - ceh - celinska zapora - celinski meč - Celjski grofje - Christoph Cellarius - center - centralizem - centralne sile - centralni komite - centurija - cenzor - cenzura - Cerkev - Cerkvena država - cerkvena nadarbina - cerkveni boj - cerkveni knez - cerkveni pridržek - cerkveni razkol - cerkveno izobčenje - cesarjev namestnik - Mao Cetung - Julij Cezar - cezaropapizem - Arthur Neville Chamberlain - charta - charte constitutionnelle - chouani - Winston Churchill - Mark Tulij Cicero - cionizem - ciprski konflikt - Ciril in Metod - cistercijani - civil law - civis - civitas - Civitas dei - Lucius DuBignon Clay - Georges Benjamin Clemenceau - clunyjska reforma - Code civil - Code Napoléon - Codex Justinianus - Codex Theodosianus - Jean-Baptiste Colbert - Gaspar de Coligny - Comes - Common law - Commonwealth - August Comte - cona brez jedrskega orožja - Antoine Condorcet - Confessio Augustana - containment - cordon sanitaire - Corpus Catholicorum - Corpus iuris civilis - Hernando Cortes - cortes - crepyjški mir - Pierre de Coubertin - Georges Couthon - Oliver Cromwell - George Nathaniel Curzon - Curzonova črta -

## Č
Čankajšek - Čas - Časovni pregled astronomov - Časovni pregled tehnologije merjenja časa - Časovni pregled vesoljskih odprav s človeško posadko - Ču Enlaj - čarovništvo - čartizem - češka vstaja - češki bratje - četniki - četrti stan - četverna aliansa - čistka - človekove pravice - Matija Čop - črepinjska sodba - Črna roka - črna smrt - črna trgovina - črta vojska - črni petek - črta na reki Majni - črta Odra-Nisa -

## D
Dachau - dachavski procesi - Friedrich Christoph Dahlmann - Jurij Dalmatin - damski mir - dan D - Gabriele D'Annunzio - Georges Jacques Danton - dardanelski sporazum - Darej I. - Darej II. - Darej III. - Charles Robert Darwin - dauphin - davek - davek od ognjišča - Jefferson Davis - Charles Gates Dawes - Dawesov načrt - Daytonski sporazum - davek na urin - Ferenc Deák - decemviri - Decij - dedna podložnost - dedni sovražnik - dedni zajem - dedno pravo - defensor fidei - dekabristi - deklaracija o ameriški neodvisnosti - deklaracija o človekovih in državljanskih pravicah - deklaracijsko gibanje - dekolonizacija - dekretalije - dekurij - delavski svet - delavsko gibanje - delitev oblasti - delitev Poljske - delsko-atiška pomorska zveza - demagog - demarkacijska črta - Demetrij I. Poliorket - demokracija - Demokrit - Dražgoška bitka - demontaža - demos - DEMOS - Demosten - denacifikacija - denar - denarij - depeša iz Emsa - deportacija - deputacija - desetdnevna vojna - designacija - desni ekstremizem - desnica - destalinizacija - devolucijska vojna - dezerterstvo - dežela - deželna bramba - deželna oblast - deželna suverenost - deželne svoboščine - deželni grof - deželni mir - deželni stanovi - deželni zbor - deželno pravo - deželno sodišče - deželno spremstvo - diadihi - diaspora - Dictatus Papae - Denis Diderot - dieceza - diktat - diktator - diktatura - Georgi Mihajlovič Dimitrov - dinastija - Diofant - Dioklecijan - Dionizij I. Sirakuški - Dionizij II. Sirakuški - diplomacija - Diplomatika - direktorij - disenterji - Benjamin Disraeli - Djoser - dogma - dokončna rešitev judovskega vprašanja - dolgi parlament - dolgi pohod - določilo o sovražni državi - Dolina kraljev - dolomitska izjava - Domesday Book - Domicijan - dominat - Dominik - dominikanci - Dominium maris baltici - domobranstvo - donavska monarhija - Karl Dönitz - Downing Street - dragonada - dragonec - Francis Drake - Dravska banovina - dresdenski mir - Alfred Dreyfus - Dreyfusova afera - Janez Drnovšek - Clemens August Droste zu Vischering - druga ruska revolucija - druga svetovna vojna - druga svetovna vojna v Sloveniji - Društvo narodov - Mark Livij Druz - družbena pogodba - država - država blaginje - država naslednica - država v razvoju - države vzhodnega bloka - državljanske pravice - državna dvorna pisarna - državna izvršitev - državna mesta - državna pisarna - državna posest - državni dvorni svet - državni kancler - državni knez - državni komisar - državni predsednik - državni regiment - državni sekretar - državni simboli - državni stanovi - državni svet - državni udar - državni vikar - državni vitezi - državni zbor - državno dvorno sodišče - državno komorno sodišče - državno sodišče - dualizem - duce - duhovščina - dukat - duma - dunajska sklepna listina - dunajski kongres - Henri Dunant - dvodomni sistem - dvojna monarhija - dvojna zveza - dvor - dvorna kapela - dvorna pisarna - dvorna služba - dvorne funkcije - dvorni svet - dvorno sodišče - dvozveza - Džingiskan -

## E
Earl -
Eberhard II. -
Friedrich Ebert -
Eklezija -
Johannes Eck -
Eckhart -
edikt -
edil -
Edvard (1475) -
Edvard II. Angleški -
Edvard III. Angleški - 
Edvard IV. Angleški -
Edvard V. Angleški -
Edvard VI. Angleški -
efebi -
Efialt -
efori -
égalité -
egerski deželni mir -
Lamoral Egmont -
Ehnaton -
Ludwig Eichrodt - 
Eike von Repgow -
eisenaški kongres -
Eisenhower, Dwight David -
Einsenhowerjeva doktrina -
eksarh -
eksempacija -
eksteritorialnost - 
ekstremizem - 
ekumensko gibanje - 
ekviti - 
Eleonora Portugalska - 
Elizabeta (1466) - 
Elizabeta I. Angleška -
Elizabeta II. Britanska -
Elizabeta Petrovna - 
Elizabeta Šarlota - 
Elizabeta Valois - 
emancipacija - 
embargo - 
emigracija - 
Empedoklej - 
empire - 
emaška punktacija - 
enakost - 
enakost po rojstvu - 
enciklopedisti - 
encomienda - 
Engels, Friedrich - 
enosis -
enostrankarska država -
eparh - 
Epigrafika -
Epikur -
episkopalizem -
episkopalni sistem -
episkopat -
Era -
erar - 
Eratosten -
Erazem Rotterdamski -
erfurtski program -
erfurtski zvezni parlament -
erfurtsko zasedanje vladarjev -
Erik Rdeči -
Ernest Avgust II. -
ERP -
Erzberger, Matthias -
eseni - 
Esterházy, Marie Charles Ferdinand Walsin - 
états provinciaux -
etnično čiščenje - 
Etruščani -
EU -
Evdem -
Evdoks -
Evgen (1663) -
Evgen II. -
Evgen III. -
Evgen IV. -
Evklid - 
Evmen -
Evnus -
Evripid -
Evropska politika -
Evropska unija -
evropski gospodarski prostor -
evropsko ravnotežje -
Ewald, Georg Heinrich August -

## F
fabianci -
Fabij -
fajda -
falanga -
familija -
faraon -
fasces -
fasti -
fašizem -
fašodska kriza -
Justin Febronij -
febronianizem -
februarska revolucija -
februarski patent -
federalizem -
felonija -
Fénelon -
Fenicija -
francoski letalski asi druge svetovne vojne -
francoski letalski asi prve svetovne vojne -
frankolovski zločin -
Frigija -
Ferdinand I. Habsburški -
Ferdinand II. Habsburški -
Ferdinand III. Habsburški -
Ferdinand IV. Habsburški -
Ferdinand V. -
Ferdinand VI. Španski -
Ferdinand VII. Španski -
Ferdinandova deklaracija -
Ferekid -
Mitja Ferenc -
Tone Ferenc -
ferrarsko-florentinski unijski koncil -
fetiali -
fevd -
fevdalizem -
fevdno pravo -
fevdno sodišče -
fevdstvo -
Fidija -
file -
filiala -
Filip I. -
Filip II. -
Filip II. Makedonski -
Filip II. Francoski -
Filip II. Španski -
Filip II. Orleanski -
Filip II. Avgust -
Filip IV. -
Filip IV. Lepi -
filipika -
Filofej iz Pskova -
Fritz Fischer -
firer -
Filip Opuntski -
Filolaj -
fiskal -
fiskus -
fiziokrat -
fiziokratizem -
flagelanti -
Flavijci -
florin -
fojlant -
folksdojčer -
forum -
Charles Fourier -
Ernst Fraenkel -
Franc Ferdinand -
Franc I. Francoski -
Franc I. Štefan Lotarinški -
Franc I. Habsburško-Lotarinški -
Franc II. Jožef Karl -
Franc Jožef I. -
August Hermann Francke -
Francisco Franco Bahamonde -
frankcija -
francoska revolucija -
Frančišek Asiški -
frančiškani -
Hans Frank -
frankfurtski parlament -
Franki -
frankovska država -
frankovsko zrcalo -
franktirerji -
Constantin Frantz -
fraternité -
Freikorps -
Friderik Avgust I. -
Friderik Avgust II. -
Friderik I. -
Friderik I. Barbarossa -
Friderik II. -
Friderik II. Veliki -
Friderik I. Habsburški -
Friderik III. Habsburški -
Friderik III. Nemški -
Friderik III. Modri -
Friderik V. -
Friderik Viljem I. -
Friderik Viljem II. -
Friderik Viljem III. -
Friderik Viljem IV. -
Jons Fritz -
fronda -
fronta -
frontier -
führer -
funkcija -
furor teutonicus -
fusiljer -
fužinarstvo -

## G
Heinrich Gagern - Galerij - Galen - Galija - galikanizem - galska vojna - Galski imperij - Vasco da Gama - Giuseppe Garibaldi - gasteinska konvencija - gau - Charles de Gaulle - gdansko vprašanje - Gelazij I. - general - generalne dežele - generalni guvernat - generalni stanovi - generalštab - gens - gens d'arme - gentry - geografska odkritja - Germani - germanizacija - germansko plemensko pravo - geruzija - Georg Gottfried Gervinus - Gestapo - geto - gibanje za državljanske pravice - gibelini - gilda - giljotina - gimnazija - Vincenzo Gioberti - Giovine Italia - gladiator - Gliwice - glosatorji - gmajna - Joseph Arthur Gobineau - Godefroy Bouillonski - Godefroy V. - Josef Goebbels - Carl Friedrich Goerdeler - Johann Wolfgang von Goethe - Goli otok - golizem - gonfalonjer - Mihail Sergejevič Gorbačov - Goriška - Hermann Göring - gospodarski čudež - gospostvo - gothski program - göttingenska konferenca - Gracij (pravnik) - Gracij (359) - grad - gradiščan - Tiberij Sempronij Grakh - grande - Grande Armée - Antoine Perrenot de Granvelle - graščina - gravamina - Gregor VII. - Gregor XI. - Gregor XII. - gremij - Edward Grey - Jacob Grimm - grof - Hugo Grotius - grška kolonizacija - Herschel Grynszpan - Ambrož Gubec - Francesco Guicciardini - Joseph Ignace Guillotin - Franc I. Lorenski Guise - Henrik I. Lorenski Guise - gulden - gusarstvo - Gustav I. Vasa - Gustav II. Adolf - Karl Gutzkow - guverner - gvelfi - gverila - gverilec -

## H
haaška mirovna konferenca (1899 in 1907) - haaški pravilnik o vojni na kopnem - Habeas corpus - Habsburžani - Hadrijan - papež Hadrijan - Hagana - Richard Burton Haldane - Haldanova misija - Walter Hallstein - Hallsteinova doktrina - halštatska kultura - Hamurabi - Hamurabijev zakonik - Hanibal - Hansa - David Hansemann - Arvid von Harnack - haruspeks - harzburška fronta - Hasan - Friedrich Franz Karl Hecker - hegemonija - Heinrich Heine - Hekataj - helenizem - helgoland - helgolandsko-zanzibarska vojna - heloti - Claude Adrien Helvétius - Henrik I. Angleški - Henrik I. Lorrainški - Henrik II. Angleški - Henrik II. Francoski - Henrik II. Sveti - Henrik III. Francoski - Henrik III. Angleški - Henrik III. Nemški- Henrik IV. Francoski - Henrik IV. Angleški - Henrik IV. Nemški- Henrik V. Angleški - Henrik V. Nemški - Henrik VI. Angleški - Henrik VII. Angleški - Henrik VIII. Angleški - Henrik Lev - heppenheimski program - Heraklit - Heraklit iz Efeza - Heraklit Mračni - Heraldika -  Žiga Herberstein - Johann Gottfried von Herder - heretik - hermandada - Herodot - heroj - heroj Sovjetske zveze - herold - Heron - Theodor Herzl - Moses Hess - Hetiti - Reinhard Heydrich - Heziod - hidalgo - hierokracija - Hieron II. - Hiket - Hilderih I. - hiliazem - Heinrich Himmler - Paul von Hindenburg - Hindenburgov program - Hiparh - Hipatija - historična šola - Adolf Hitler - Hitlerjugend - Franz Hitze - hladna vojna - Ho Ši Minh - Thomas Hobbes - Walther Hofer - holandska vojna - holokavst - Homer - homerule - Homo novus - papež Honorij - Johannes Nikolaus von Hontheim - honvéd - Philip Montmorncy-Nivelle Hoorn - Herbert Clark Hoover - Hooverjev moratorij - hoplit - Friedrich Hossbach - Hossbachov protokol - Tomaž Hren - Ivan Hribar - Rudolf Hribernik-Svarun - Hrizip - Nikita Sergejevič Hruščov - Huáscar - huba - hubertusburški mir - Alfred Hugenberg - hugenoti - hugenotske vojne - Hugo Capet - Hugo Payenski - Victor Hugo - Humbert von Silva Candida - Wilhelm von Humboldt - David Hume - Jan Hus - Husein Ibn Ali - husiti - husitske vojne - huzar -

## I
ide - 
ideja o srednji Evropi -
Idut - 
Ignacij Lojolski - 
ikonoklazem - 
Ilirske province - 
ilirizem - 
impeachment - 
imperator - 
imperializem - 
imperij - 
imuniteta - 
indemniteta - 
papež Inocenc I. -papež Inocenc II. - papež Inocenc III. - papež Inocenc IV. - papež Inocenc V. -
papež Inocenc VI. - papež Inocenc VII. -
papež Inocenc VIII. - papež Inocenc IX. - papež Inocenc X. - papež Inocenc XI. - papež Inocenc XII. - papež Inocenc XIII. -
Indoevropejci - 
industrijska revolucija - 
infant - 
inflacija - 
informbiro - 
Inkatha -
Inki - 
inkvizicija - 
inkvizicijski proces - 
insignija - 
intendant - 
interdikt - 
interim - 
internacionala - 
interregnum - 
intervencija - 
invazija - 
investitura - 
investiturni boj - 
iredenta - 
iroškotski misijon - 
ius reformandi - 
Italijanski letalski asi prve svetovne vojne - 
Ivan Brez dežele - 
Ivan IV. Vasiljevič Grozni - 
Ivana - 
Ivana Orleanska - 
Ivanovci - 
Izabela I. Kastiljska - 
Izabela II. Španska - 
izgnanec - 
izobčenje - 
izolacionizem - 
izpovedujoča cerkev - 
izseljevanje - 
Izumi in pridobitve druge svetovne vojne -

## J
Andrew Jackson - Friedrich Ludwig Jahn - Jakob I. Angleški - Jakob I. Škotski - Jakob II. Škotski - Jakob III. Škotski - Jakob IV. Škotski - Jakob V. Škotski - Jakob VI. Angleški - Jakobinci - jakobiti - jaltska konferenca - Jan II. Kazimir - janičar - Janez Janša - Janez Habsburško-Lotarinški - papež Janez I. - papež Janez II. - papež Janez III. - papež Janez IV. - papež Janez V. - papež Janez VI. - papež Janez VII. -  papež Janez VIII. - papež Janez IX. - papež Janez X. - papež Janez XI. - papež Janez XII. - papež Janez XIII. - papež Janez XIV. - papež Janez XV. - papež Janez XVII. - papež Janez XVIII. - papež Janez XIX. - papež Janez XX. - papež Janez XXI. - papež Janez XXII. - papež Janez XXIII. - javno mnenje - Thomas Jefferson - jekleni pakt - jezuiti - Jezus Kristus - Joachim iz Fiore - Andrew Johnson - Jonija - Jožef Ferdinand - Jožef II. Habsburško-Lotarinški - jožefinizem - Juan Carlos - Jugoslavija - Jugoslovanski klub - jugoslovanski kongres - jugoslovanski odbor - Julijan Odpadnik - julijska revolucija - julijsko-klavdijska dinastija - junker - Jurij I. Ludvik - Jurij II. Avgust - Jurij V. Britanski - Jurij VI. Britanski - Justinjan I. Veliki - Juvenal -

## K
kabinet - kabinetna vojna - kabinetno sodstvo - János Kádár - kadet - kadetska stranska - kadi - Gustav von Kahr - Jakob Kaiser - kalende - Kaligula - Kalimah Hermip - Karnead - Zvi Hirsch Kalischer - Kalist II. - kališka pogodba - kalvinizem - kamarila - Kambiz II. - Kambrejska liga - kamena doba - kameralizem - kamikaze - kamisardi - kan - kancler - kanonik - kanonsko pravo - Immanuel Kant - kanton - kantonska ureditev - Kapetingi - kapitalizem - kapitol - kapitulacija - kapitulariji - Wolfgang Kapp - Kappov državni udar - kapucini - Aleksander I. Karadžordžević - Petar II. Karadžordžević - Karakala - Karantanci - Karantanija - karantanski knezi - Karel Avgust - Karel Veliki - Karel I. Angleški - Karel I. Habsburško-Lotarinški - Karel I. Anžujski - Karel II. Španski - Karel Plešasti - Karel III. Češki - Karel III. Neapeljski - Karel III. Španski - Karel IV. Luksemburški - Karel IV. Francoski - Karel IV. Španski - Karel IV. Norveški - Karel IV. Ogrski - Karel V. Habsburški - Karel VI. Habsburški - Karel IX. Francoski - Karel Teodor - Karel X. Francoski - Karel X. Gustav Švedski - Karel X. Francoski - Karel XII. Švedski - Karel XIV. Janez Švedski - Viljem Ferdinand Karel - Karnak - karlisti - karlistične vojne - karlovarski sklepi - karlovški mir - Karlstadt - karolingi - Kasander - Kasiodor - kastel - katakombe - Katarina II. - Katarina Medičejska - katedrski socializem - Katilinova zarota - Wenzel Anton Kaunitz - Karl Kautsky - kavdinski jarem - Kazimir III. Poljski - Kazimir IV. Poljski - kediv - Frank Billings Kellog - Kelloggov pakt - kemalizem - John Fitzgerald Kennedy - Aleksander Fjodorovič Kerenski - Klemens Ketteler - kienthalska konferenca - Kimon - Kir II. - kitajsko-japonska vojna - Klavdija - Kleant - Klejsten - papež Klemen I. - papež Klemen II. - papež Klemen III. - papež Klemen IV. - papež Klemen V. - papež Klemen VI. - papež Klemen VII. - papež Klemen VIII. - papež Klemen IX. - papež Klemen X. - papež Klemen XII. - papež Klemen XII. - papež Klemen XIII. - papež Klemen XIV. - Kleon - Kleopatra VII. - klient - kljukasti križ - Klodij - Klodvik I. - kmečka odveza - kmečka vojna - kmečki upori - kmet - kneset - knez - knezoopaf - knezoškof - kneževina - knežje zrcalo - knežji kamen - knežji privilegiji - koadjutor - koalicija - koalicijske vojne - koblenški manifest - Kočevarji - kočevski zbor - kodifikacija - kognati - kohorta - koiné - kokarda - kolaboracija - kolaborant - Koledar - Koledarska doba - kolobarjenje - kölnski cerkveni spor - kolonat - kolonizacija- kolonizem - kolinija - Adolf Kolping - Krištof Kolumb - komenda - komendacija - komiciji - kominform - kominterna - komitat - komornik - komorno posestvo - komunistični manifest - komunizem - koncentracijsko taborišče - Koncentracijska taborišča druge svetovne vojne - koncil - konciliarizem - kondominij - kondotjer - konfederacija - Konfederacija ameriških držav - kongres - konjunktura - konkistadorji - konkordat - Konrad Montferraški - Konrad I. Nemški - Konrad II. Nemški - Konrad III. Nemški - Konrad III. Burgundijski - Konrad IV. - Konradin - konservatizem - Konstancij I. - Konstans I. - konstanški koncil - konstanški mir - Konstantin I. - Konstantinova darovnica - konstitucionalizem - konstruktna nezaupnica - kontrarevolucija - kontribucija - konvencija - konzul - konzulat - Jernej Kopitar - kordeljeri - korejska vojna - korintska vojna - korintska zveza - Karl Theodor Körner - Lavr Georgijevič Kornilov - Anton Korošec - Koroška - koroški plebiscit - korporativna država - Matija Korvin - kosez - August von Kotzebue - kovna pravica - kovna stopnja - kovni dobiček - kozaki - krajcar - kralj - kraljeve volitve - Kraljevina Jugoslavija - kralj Matjaž - Kranjska - Mark Licinij Kras - Etbin Kristan - Kristjan IV. Danski - Kristjan IX. Danski - Kreisauski krog - kremelj - Krez - krfska deklaracija - kri in železo - krimska konferenca - krimska vojna - kristalna noč - križar - križarske države - križarske vojne - križniki - kromeržiški državni zbor - kronanje - kronika - kronist - kronologija - Kronologija druge svetovne vojne - Kronologija osamosvojitve Slovenije - Kronologija prve svetovne vojne - Kronologija Slovenske vojske - kronštatska vstaja - krščanske stranke - krščansko-socialno gibanje - kruci - Paulus Krüger - Krügerjeva depeša - kruha in iger - Ksenofont - Ku Klux Klan - kubanska kriza - kult vladarja - kultura gomil - kultura vrvičaste keramike - kultura lijakastih čaš - kultura trakaste keramike - kultura zvončastih čaš - kultura žarnih grobišč - kulturna revolucija - kulturni boj - kurant - kurija - kurulski magistrati - Adolf Kussmaul - kvekerji - kvestor - kvestura - kvientizem - Kvirinal - kvizling - Kvomintang -

## L
Laburistična stranka - Marie Joseph Motier La Fayette - laicizem - laična investitura - laik - laissez-faire, laissez-passer - Vladimir Nikolajevič Lamsdorf - landsknehti - lari - Bartolomé de Las Casas - Ferdinand Lassalle - lastniška cerkve - latenska kultura - lateranske pogodbe - latifundija - Latini - Latinska zveza - lavdemij - Julius Leber - legalnost - legat - legija - legija Kondor - legisti - legitimnost - Gottfried Wilhelm Leibniz - Leif Eriksson - leipziška disputacija - leipziške ponedeljkove demonstracije - Vladimir Iljič Uljanov - leninizem - papež Leon I. - papež Leon II. - papež Leon III. - Leon III. Sirijec - papež Leon X. - papež Leon XIII. - Leonidas - Leopold - Leopold I. Habsburški - Leopold I. Belgijski - Leopold II. Belgijski - Mark Emilij Lepid - letak - Letalski asi Združenega kraljestva prve svetovne vojne - L'État c'est moi - lettre de cachet - Wilhelm Leuschner - Levant - levée en masse - lever - levica - Levkip - lex - Lex Salica - liberalizem - libertas ecclesiae - liberté - liberteta - Licinij - Lidija - Karl Liebknecht - Wilhelm Liebknecht - liga - liga iz Cognaca - liktorji - limes - Abraham Lincoln - Anton Tomaž Linhart - Walter Lippmann - Friedrih List - listinsko plemenstvo - Lizelota Pfalška - Lizimah - Ljubljanska kronika - ljubljanski kongres - ljudska demokracija - ljudska fronta - ljudska suverenost - ljudski komisar - ljudski tribun - ljudsko pravo - ljudsko zborovanje - David Lloyd George - locarnski sporazumi - John Locke - lojalisti - lombardska zveza - londonska konferenca - londonska konferenca (1831) - londonska konferenca (1921) - londonska konferenca (1948) - londonski protokol - londonski protokol (1850) - londonski protokol (1852) - londonska pogodba - londonska pogodba (1915) - londonska pogodba (1953) - londonski memorandum - lord - loiusdor - Lotar I. - Lotar II. - Lotar III. Supplinburški - William Lovett - Ned Ludd - Erich Ludendorff - ludisti - Ludvik Filip - Ludvik I. Ogrski - Ludvik Pobožni - Ludvik Nemški - Ludvik II. Italijanski - Ludvik IV. Wittelsbaški - Ludvik VI. Francoski - Ludvik IX. Francoski - Ludvik VIII. Francoski - Ludvik XI. Francoski - Ludvik XII. Francoski - Ludvik XIV. Francoski - Ludvik XV. Francoski - Ludvik XVI. Francoski - Ludvik XVIII. Francoski - Luiza Savojska - Mark Anej Lukan - Lukrecij - Luksor -luksemburška kriza - Luksemburžani - lunévillski mir - lusitanski incident - lustrum - Martin Luter - Walther Lüttwitz - Rosa Luxemburg -

## M
maastrichtska pogodba - Douglas MacArthur - James Ramsey MacDonald - Niccolò Machiavelli - Charles Mackay - Marie Edme Patrice Maurice Mac-Mahon - madridski mir - madžarizacija - madžarska vstaja - mafija - Fernão de Magalhães - André Maginot - Maginotova linija - magister equitum - magistrat - Magna Charta - magnat - Mahdijeva vstaja - Rudolf Maister - Joseph Marie Maistre - Matija Majar-Ziljski - majestetne pravice - majestetno pismo - Maji - majniška deklaracija - majordom - Makarios III. - makedonske vojne - 1. makedonska vojna - 2. makedonska vojna - 3. mekadonska vojna - makiavelizem - makija - Maksimilijan I. - Maksimilijan III. Jožef - malomeščanstvo - malonemški načrt - Malteški viteški red - Thomas Robert Malthus - maltuzianizem - mameluki - Mamertinci - mandarin - mandat - Nelson Rolihlahla Mandela - Manfred - manipel - manjšina - Carl Gustav Mannerheim - manufaktura - Mao Cetung - Jean-Paul Marat - marčna revolucija - mare nostro - Margareta Valoiška - Gaj Marij - Marija Antoaneta - Marija I. Tudor - Marija II. Stuart - Marija Kristina Burbonska - Marija Terezija - marka - Mark Antonij - Mark Avrelij - markiz - Marko Polo - Auguste Frédéric L.M. Marmont - maroške krize - 1. maroška kriza - 2. maroška kriza - marsejeza - George Catlett Marschall - Marschallov načrt - Marsilij Padovanski - Marsovo polje - maršal - Martin V. - Karl Marx - Matej Basiški - Matija Korvin - Matilda - Mavricij - Mavzol - Max - Jules Mazarin - Giuseppe Mazzini - mediatizacija - mednarodne brigade - mednarodno pravo - medvladje - megalitske kulture - Franz Mehring - mejni grof - Philipp Melanchthon - melfiška ustava - Vasilij Melik - menčestrstvo - mendikanti - menih - meništvo - menjševiki - mekantilizem - Merovingi - merovinška država - mesenske vojne - mestne zveze - mestno pravo - mestve - meščan - meščanski kralj - meščanstvo - Klemens Wenzel Metternich - Metternichov absolutizem - Mezopotamija - Mieszko I. - Mihael Aleksandrovič - Dragoljub Mihailović - mikulovski mir - milanski edikt - milica - militarizem - Miltiad - minister - ministeriali - minnesang - minojska kultura - minoriti - mir - Mirovna pogodba z Italijo (1947) - mirovno združenje - mit - mita - Mit o trojanski vojni - Mlada Bosna - Mlada Italija - Mlada Nemčija - mladoslovenci - mladoturki - Mlajša kamena doba - Boris Mlakar - Modra divizija - modre čelade - Mohamed - Mohamed Ali - Emilio Mola - Vjačeslav Mihajlovič Molotov - Helmuth Moltke - Helmuth James Moltke - monarhično načelo - monarhija - monofiziti - James Monroe - Monroejeva doktrina - montagnardi - montaganatski zakon - Monte Cassino (samostan) - Charles de Secondat Montesquieu - Montezuma II. - Mont Saint Michel - Thomas Moore - Henry Morgenthau mlajši - Morgenthauov načrt - Moriski - mornariški zakon - mornariško rivalstvo - mučenje - mufti - mula - Adam Heinrich von Müller - münchenski sporazum - municipij - munt - Thomas Müntzer - Benito Mussolini - mušketir - muza -

## N
nacija -
nacionalizem -
nacionalna država -
nacionalna konvencija -
nacionalna konvencija (Francija) -
nacionalna konvencija (ZDA) -
nacizem -
nadkancler -
nadvojvoda -
Nagy, Imre -
najemnik -
nantski edikt -
Napoleon Bonaparte -
Napoleon II. -
Napoleon III. -
Napoleonove vojne -
naravno pravo -
narod -
narodna Cerkev -
narodna fronta -
narodna garda -
narodna himna -
narodna skupščina -
narodniki -
Narodni komite svobodne Nemčije -
Narodni svet SHS -
narodnoosvobodilni boj -
narodnoosvobodilni boj na Štajerskem -
narodnoosvobodilno gibanje -
narodnost -
nasaditev kmetov -
naselitev Slovanov -
nasledstvena vojna -
nasledstvo -
NATO -
natriletno kolobarjenje -
naturalno gospodarstvo -
nauk o dveh mečih -
Naumann, Friedrich -
navarh -
navigacijska listina -
Nefertiti -
Nehru, Džavaharlal -
nekonformisti -
nemesis -
Nemška Avstrija -
nemška državna reforma -
nemška kolonizacija Vzhoda -
nemška nacionalna zveza -
nemška revolucija -
nemška vojna -
Nemška zveza -
nemška zvezna listina -
nemške kolonije -
nemški feldmaršali druge svetovne vojne -
nemški letalski asi prve svetovne vojne -
nemški viteški red -
nemško-danska vojna -
nemško-danska vojna (1848) -
nemško-danska vojna (1864) -
nemško-francoska vojna -
nemško vprašanje -
neoabsolutizem -
neofašizem -
neokolonizem -
neonacizem -
nepotizem -
Neron -
nesvobodni -
Nebukadnezar II. -
neuvrščene države -
nevmešavanje -
nevoljništvo -
nevtralnost -
New Deal -
Newton, Isaac -
nezaupnica -
Nibelungi -
nibelunška zvestiba -
Niemöller, Martin -
Nikolaj II. Aleksandrovič -
Nikolaj I. Pavlovič -
Nikomah -
Nixon, Richard -
nizozemska vstaja -
nizozemsko-francoska vojna -
nižje sodstvo -
NOB -
nobiles -
noč dolgih gibanj -
nominalizem -
nonproliferation -
Norbert Xantenski -
Noriško kraljestvo -
Normani -
nota -
notabili -
notabiliska skupščina -
notranja kolonizacija -
nova doba -
nova smer -
novembrska revolucija -
novembrski zločinci -
novi vek -
numizmatika -
nürberški zakoni -
nürnberški proces -

## O
obči državljanski zakonik - običajno pravo - oblast - obrt - obstrukcija - obvezna kultura - William of Ockham - Odo - odporniška gibanja druge svetovne vojne - odporniško gibanje - odpor za javno blaginjo - odpustek - Osvobodilna fronta - offenburški program - okrožje - Oktavijan - oktobrska diploma - oktobrska revolucija - oktroa - oktroirana ustava - okupacija - okupator - oligarhija - olimpijada - olimpijske igre - olivski mir - olomouška punktacija - opat - Operacija Konjičev skok - Operacija Abeceda - Operacija Amherst - Operacija Artur - Operacija Dogovor - Operacija Lokostrelstvo - Operacija Market-Garden - Operacija Veleposlanik - oppidum - opijska vojna - opozicija - optimati - Oradour-sur-Glane - Organizacija Teritorialne obrambe Republike Slovenije 1991 - Organizacija združenih narodov - ordo - Orgija - Janko Orožen - osamosvojitev Slovenije - Osebnosti druge svetovne vojne - osemdesetletna vojna - osimski sporazumi - oskrbnik - os Rim-Berlin - ostrakizem - osvobodilne vojne - osvoboditev - Oton I. Veliki - Oton III. - Oton IV. - Otoni - otonsko-salijska državna Cerkev - otroška križarska vojna - Axel Gustavsson Oxenstierna -

## P
pacifizem -
Thomas Paine -
pair -
palatin -
Pakt o vzajemni pomoči -
palatinski grof -
Paleografija -
Paleolitik -
Palestinska osvobodilna organizacija -
palestinsko osvobodilno gibanje -
palestinsko vprašanje -
palij -
pamflet -
panatenajski prazniik -
Panetij -
pangermanizem -
panslavizem -
papeštvo -
papizem -
Papos -
pariška komuna -
pariška krvava poroka -
pariški sporazum -
parlament -
parlamentarizem -
parlamentarni sistem vladanja -
Parmenid -
partikularizem -
parizani -
paša -
pataria -
patent -
pater familias -
patria potestas -
patriarh -
patricijat -
patriciji -
Patrick -
patrimonialno sodstvo -
patrocinij -
patron -
patronat -
Pavel -
Pavel III. -
Pavlova cerkev -
pavperizem -
pax Romana -
Pearl Harbour -
peer -
peloponeška zveza -
peloponeška vojna -
penati -
William Penn -
Pentagon -
pentarhija -
per -
Perdikas -
peregrin -
perestrojka -
Periklej -
Periodizacija zgodovine -
periojki -
personalna unija -
Perzej -
Perzija -
perzijske vojne -
Henri Philippe Pétain -
peta kolona -
Peter -
Peter I. Veliki -
Peter III. -
Peter III. Veliki -
Lojze Peterle -
petersberški sporazum -
peticija -
Petition of Rights -
Petrov novčič -
pfalška nasledstvena vojna -
pfenig -
Piast -
Piasti -
Wilhelm Pieck -
pietizem -
Pij I. -
Pij II. -
Pij III. -
Pij IV. -
Pij V. -
Pij VI. -
Pij VII. -
Pij VIII. -
Pij IX. -
Pij X. -
Pij XI. -
Pij XII. -
pillniška konvencija -
pilum -
Pipin III. -
Pipinova darovnica -
Pir -
Piramide pri Gizi -
pirat -
piratstvo -
pirenejski mir -
Pirova zmaga -
pisarna -
Pisma mračnjakov -
Pitagora -
William Pitt -
Francisco Pizzaro -
Plantageneti -
Platon -
plebejci -
plebiscit -
plebiscitno ozemlje -
plebs -
pleme -
plemenska skupščina -
pluralizem -
plutokracija -
podložniki -
podložnost -
podmorniška vojna -
pogodba dva plus štiri -
pogodba o Nemčiji -
pogodba o nenapadanju -
pogodba o omejitvi jedrskega oboroževanja -
pogodba o pozavarovanju -
pogodba o združitvi Nemčije -
pogodba o vladanju -
pogrom -
pohod na Rim -
pohod v Rim -
Pohorski bataljon -
polemarh -
polis -
politbiro -
politični proces -
politični testament -
politični zapornik -
politika izpolnitve -
politika pomiritve -
politika popuščanja napetosti -
poljska nasledstvena vojna -
poljski koridor -
poljsko vprašanje -
Marko Polo -
pomerij -
pomirje -
pomlad narodov -
Pomožne zgodovinske vede -
Gnej Pompej -
pontifex maximus -
popolani -
Janez Žiga Valentin Popović -
Popskijeva privatna vojska -
populari -
poravnava -
porotniki -
porurski statut -
posarski statut -
Posidonij -
poslanska zbornica -
potestat -
potsdamska konferenca -
potsdamski sporazum -
potsdamski zbor -
poustanovitvena leta -
pozitivno pravo -
požarevski mir -
pragmatična sankcija -
prapor -
praška defenestrcija -
praška pomlad -
pravda -
pravica do maščevanja -
pravica do odpora -
pravica do samoodločbe naroda -
pravica do skladiščenja -
pravica pesti -
pravna država -
pravna knjiga -
pravo -
Prazgodovina -
preddedno pravo -
predmarčna doba -
predmeščani -
predsednik -
predsedniški sistem -
predstavniški dom -
predstavniški sistem -
prefekt -
preganjanje demagogov -
preganjanje kristjanov -
predsednik vlade -
premirje v Compiegnu -
premirje v Compiegnu (1918) -
premirje v Compiegnu (1940) -
premonstratenci -
preporodovci -
preseljevanje ljudstev -
prestolonaslednik -
prestolonasledstvo -
France Prešeren -
pretendent -
pretor -
pretorijska garda -
preventivna vojna -
Ivan Prijatelj -
priklenjenost na grudo -
Juan Prim y Prats -
primogenitura -
primščina -
princ -
Gavrilo Princip -
pripad -
prisednik -
prisega v plesni dvorani -
pritani -
privilegij -
proces proti četverici -
prohibicija -
proklamacija -
prokonzul -
prokurator -
proletariat -
proporc -
propretor -
proračun -
proračunska pravica -
proskineza -
proskripcija -
protekcionizem -
protektor -
protektorat -
protektorat Češka in Moravska -
protestantizem -
protikominternski pakt -
protikralj -
protipapež -
protireformacija -
Pierre-Joseph Proudhon -
Prekmurska republika -
provinca -
provincialni stanovi -
pruski ustavni spor -
prva svetovna vojna -
prve visoke civilizacije -
Ptolemaj I. -
Ptolemaj II. -
Ptolemaj III. -
Ptolemaj IV. -
Ptolemaj V. -
Ptolemaj VI. -
Ptolemaj VII. -
Ptolemaj VIII. -
Ptolemaj IX. -
Ptolemaj X. -
Ptolemaj XI. -
Ptolemaj XII. -
Ptolemaj XIII. -
Ptolemaj XIV. -
Ptolemaj XV. -
Ptolemajci -
Klavdij Ptolemaj -
publikani -
puč -
Jože Pučnik -
punktacija -
punske vojne -
puritanci -
Johann Stephan Pütter -

## Q
Quai d'Orsay - François Quesnay - Vidkun Abraham Lauritz Quisling -

## R
racionalno pravo - Stjepan Radić - radikalizem - Raimond Puyski - Rainald von Dassel - Adam Rapacki - Rapackijev načrt - rapalska pogodba - rasizem - rastattski kongres - Walther Rathenau - ravnotežje evropskih sil - razoroževanje - razredni boj - razsvetljeni absolutizem - razsvetljenstvo - razvrednotenje novcev - Rdeča armada - rdeča garda - reakcija - realna delitev - realna politika - realna unija - red vitezov meča - reformacija - Reformatio Sigismundi - regalije - regent - regentstvo - regiment - regionalizem - regnum et sacerdotium - Reichstag - Reichswehr - rekonkvista - renesansa - renovatio imperii (Romanorum) - renska listina - renska mestna zveza - prva renska mestna zveza - druga renska mestna zveza - Renska zveza - 1. renska zveza - 2. renska zveza - reparacija - Božo Repe - republika - Republiški štab TO RS - res publica - restavracija - restitucijski edikt - Johannes Reuchlin - reunija - revanšizem - revizionizem - revolucija - rex - regina - režim - Armand Jean du Plessis Richelieu - Rihard I. Levjesrčni - Rihard II. - Rihard III. - rimska zgodovina - Rimsko cesarstvo - rimski kralj - rimski mesec - rimski pogodbi - rimsko pravo - risorgimento - Robert - Robert II. Stuart - Maximilien Marie Isidore de Robespierre - August Ludwig von Rochau - ročin - rodovno pravo - Rogerij I. Sicilski - Rogerij II. Sicilski - Ernst Röhm - Röhmnov prevrat - rojalisti - rokodelski pomočnik - Jean-Marie Roland de la Platière - romanje milosti - Romanovi - romarski očetje - Erwin Rommel - Romul Avgust - ronkalski državni zbor - Franklin Delano Roosevelt - Theodore Roosevelt - roparski vitezi - Lionel Walter Rothschild - Jean-Jacques Rousseau - Rubikon - Rudolf I. Habsburški - Rudolf II. - Rupert Pfalški - Rurik Novgorodski - Rurikidi - Ruski letalski asi prve svetovne vojne - rusko-japonska vojna - Rusko-turške vojne -

## S
SA - sacerdotium - saintgermainska mirovna pogodba - Louis Antoine Saint-Just - Saint-Simon - saintsimonizem - Sakkara - Saladin Ibn Ajub - Salijci - Salomon - samnitske vojne - Samo - Samova plemenska zveza - samuraj - Karl Ludwig Sand - sanitarni kordon - sankcija - sanskiloti - sanstefanski mir - sarajevski atentat - saške vojne - Saško zrcalo - satelitska država - satrap - saturnalije - Karl Friedrich von Savigny - Philipp Scheidemann - Baldur von Schirach - Kurt von Schleicher - Alfred Schlieffen - Schlieffenov načrt - Heinrich Schliemann - Helmut Schmidt - schnönbrunnski mir - Harro Schulze-Boysen - Kurt Schumacher - Joseph Alois Schumpeter - Scipion Afričan - SEATO - secesija - secesijska vojna - secessio plebis - Sedem čudes sodobnega sveta - Sedem čudes srednjega veka - Sedem čudes starega veka - sedemletna vojna - sedemnajsti junij - sejem - sejm - sekularizacija - sekundogenitura - Franz Seldte - Selevk I. Nikator - semstvo - senat - senatus populusque romanus - senešal - separatizem - sepoj - sepojska vstaja - septembrski pokoli - Septimij Sever - servitium regis - sesterec - SEV - severnoirski konflikt - Severnonemška zveza - Walther Kurt von Seydlitz - Seznam babilonskih kraljev - seznam desantov druge svetovne vojne - seznam izkrcanj druge svetovne vojne - seznam letalskih asov druge svetovne vojne - seznam letalskih asov prve svetovne vojne - seznam osebnosti Tretjega rajha - seznam vojaških operacij druge svetovne vojne - seznam zavezniških vojaških misij v Sloveniji - seznam zgodovinskih obletnic - seznami s pritožbami - sfragistika - sholastika - SHS - sibile - Sicilske večernice - sicilska ekspedicija - Siegfriedova linija - Emmanuel Jospeh Sieyès - signatár - signoria - Sigismund - Sigismund II. Avgust - Sigismund III. Vasa - sikofant - sile osi - simahija - Simeon I. Bolgarski - sindikalizem - sindikat - sinedrij - Grigori Jevsejevič Sinovjev - sionizem - Sionsko priorstvo - Sirakuze - sistem svetov - Skupnost neodvisnih držav - skupnost vasi - skupščina - Skupščina Republike Slovenije - slavna revolucija - slavofil - Anton Martin Slomšek - Slovenci v predmarčni dobi - Slovenska osamosvojitvena vojna - Slovenske protirevolucionarne sile - Smerdis - Adam Smith - socialdemokracija - socialfašizem - socializem - socialna varnost - socialna sprememba - socialni darvinizem - socialno vprašanje - sodni sistem - sodobna zgodovina - Sofokles - solitrna vojna - Solon - Werner Sombart - soška fronta - sovjet - sovražnost do tujcev - Sparta - Spartakova zveza - spartiati - Friedrich Spee von Langenfeld - Philipp Jakob Spener - spiegelska afera - spiritualije - splendid isolation - splošno pravo - Spodnja Panonija - spodnji dom - House of Lords - sporazum Hitler-Stalin - spor o naravi evharistije - spor o uboštvu - spor o univerzalijah - SPQR - spremstvo - Jakob Sprenger - sramotilni steber - srebrno ladjevje - Srednjeveška orožja - srednji vek - sredozemski sporazum - SS - Stadij - Stalin - stalna vojska - stan - Stanislav I. Leszczyński - stanovska država - Stari Egipt - Stari pisker - stari vek - staroslovenci - statutum in favorem principum - Staufovci - Heinrich Friedrich Karl Stein - Friedrich Wilhelm von Steuben - Svobodno tržaško ozemlje - Adolf Stoecker - sto dni - stoletna vojna - stolni kapitelj - Peter Arkadjevič - Stolipin - stotnik - Strabon - Gregor Strasser - strateg - Straton - Franz Jožef Strauss - Gustav Stresemann - Stuarti - subsidija - sudetska kriza - sueška kriza - sufragij - sufražetke - sukcesija - sukcesijska vojna - Sula - Maximilien de Béthune Sully - Sun Jatsen - supremacijski akt - suverenost - suženj - suženjske vojne - suženjstvo - svet - Svet Evrope - svet petstotih - sveta aliansa - Sveti sedež - Janez Svetokriški - Sveto rimsko cesarstvo nemške narodnosti - svetovna gospodarska kriza - svetovna vojna - Svet za vzajemno gospodarsko pomoč - svoboda, enakost, bratstvo - svoboda veroizpovedi - svobodin - svobodna obrt - svobodna trgovina - svobodni grof - svobodnik - svobodnjak - svobodno mesto - svobodno sodišče - svobodomislec - Sveti Urh -

## Š
šah - šentjernejska noč - šerif - šestojanuarska diktatura - škof - škofija - škofovsko mesto - šlahta - šlezijske vojne - šmalkaldenska vojna - šmalkaldenska zveza - šovinizem - španska državljanska vojna - španska diktatura za prestol - španska nasledstvena vojna - špansko-ameriška vojna - Štajerska - Štefan I. Sveti - Krona svetega Štefana - štirinajst točk - Ivan Šubašić - švabska mestna zveza - švabska zveza - Švabsko zrcalo - Janez J. Švajncer - Švicarska konfederacija -

## T
taboriti - Taborišče Šterntal - taborsko gibanje - tajna sodišča - tajna služba - talent - Tales - Charles Maurice de Talleyrand - Tarkvinij Superb - Ivan Tavčar - Tebe, Egipt - Teharje - teheranska konferenca - temeljna pogodba - temeljne pravice - temeljni zakoni - Temistokles - Temna stran meseca - Tempelj kraljice Hačepsut - templarji - temporalije - Teodozij I. - Teodozij II. - teokracija - teorija paleolitske kontinuitete - teritorialna država - teritorialna obramba - Teritorialna obramba Republike Slovenije - terorizem - teti - Adolphe Thiers - Christian Thomasius - Tiberij - TIGR - Johann Tserclaes Tilly - tilsitski mir - timokracija - tiran - tiranija - Alfred von Tirpitz - tisočletno cesarstvo - Tit - Josip Broz Tito - tivolska resolucija - tlačanstvo - tlaka - točaj - tolar - toleranca - Tomaž Akvinski - France Tomšič - Toponomastika - torijci - tortura - Torunj - torunski mir - totalitarizem - totalna vojna - Arnold Toynbee - Trajan - Translatio Imperii - tretja republika - tretja sila - Tretji rajh - tretji Rim - Tretji stan - Tretji svet - treuga dei - trg - trgovina - trgovska družba - trianonska mirovna pogodba - tribun - tribunicia potestas - tridesetletna vojna - trikolora - triumf - triumvirat - trobojnica - Lev Davidovič Trocki - Troda - trojanska vojna - trojna antanta - trojni pakt - trozveza - Harry S. Truman - Trumanova doktrina - Ante Trumbić - tržna pravica - tržna prisila - Tudorji - tujska legija - Tukidid - Turgot  - Frederick jackson Turner - turnir - turške vojne - turški vpadi - Tutankamon -

## U
ubogi Konrad - UDBA - Lojze Ude - ulanci - Walter Ulbricht - Ulrik - ultramontanizem - umrščina - Una Sancta - uničevalno taborišče - unija - unitarizem - uprava - urad - uradnik - uradniško plemstvo - Papež Urban II. - Papež Urban V. - Papež Urban VI. - urbar - uredbe v sili - ustava - utrechtski mir - uvajanje enoumja - uzurpacija -

## V
Vaclav - vagant - vagantsko pesništvo - Valerijan - Lorenzo Valla - Valuk - Janez Vajkard Valvasor - Publij Kvintilij Var - varšavska pogodba - varšavska vstaja - Varšavska zveza - vas - Vasa - Vaške straže - Vatikan - vazal - veča - večni dedni mir - veleposlanik - velesila - veličanstvo - velika depresija - Velika shizma - Velika severna vojna - veliki vezir - Velikomoravska - velikonemški načrt - velikonočno sporočilo - Vercingetoriks - Vergil - versajska pogodba - verska svoboda - Vespazijan - Vesta - vestalke - vestfalski mir - veteran - Veteran vojne za Slovenijo - veto - vezir - vichyjska vlada - Josip Vidmar - vidovdanska ustava - Viet Kong - Vietminh - vietnamska vojna - vigi - Vikingi - Viktor IV. - Viktorija Britanska - viktorijanska doba - Viljem Holandski - Viljem I. (1797) - Viljem I. Osvajalec - Viljem I. Pobožni - Viljem II. Nemški - Viljem III. Oranski - vinar - Rudolf Virchow - visoka porta - visoke kulture - visoki komisar - višje sodstvo - viteške zveze - viteški redovi - vitez - vlada - vlada v senci - Valentin Vodnik - vojaška diktatura - vojaška obveznost - vojaška prisega - Vojaška tehnologija druge svetovne vojne - vojaška vlada - vojaška zgodovina - vojaški cesar - vojaški kralj - vojaški sveti - vojna krajina - vojna krivda - Vojna v Evropi - vojna v Indokini - Vojna v severni Afriki - Vojna zgodovina - vojne rože - vojni mešetarji - vojni pohod - vojvoda - volilna dežela - volilna pravica - volilna pravica treh razredov - volilni knezi - Volkssturm - François Marie Arouet Voltaire - vprašanje morskih ožin - vrhovni sovjet - Vsenemška zveza - vzhodni razkol - vzhodnorimsko cesarstvo - vzhodno vprašanje - vzhodno-zahodni konflikt -

## W
Albrecht Wenzel Eusebius von Wallenstein -
Wannseejska konferenca -
George Washington -
Max Weber -
Wilhelm Eduard Weber -
Wehrmacht -
Weimar -
weimarska narodna skupščina -
weimarska republika -
weimarska ustava -
Erich Weinert -
Wilhelm Weitling -
Welfi -
Wilhelmstraße -
Arthur Wellesley Wellington -
Widukind -
Christoph Martin Wieland -
Thomas Woodrow Wilson -
Alfred Windischgrätz -
Wittelsbachi -
Christian Wolff -
wormški konkordat -

## Y
Yankee - Owen D. Young - Youngov načrt -

## Z
zadruga - Zahod - Zahodna unija - zahodni razkol - zahodni zid - zahodnoevropska unija - zahodnorimsko cesarstvo - zajem - zakon na dvanajstih ploščah - zakonodaja - zakon o kolkovini - zakon o posebnih pooblastilih - zalivska vojna - založništvo - zasedbeni statut - zastava - zastavni fevd - zastavni junkerji - zaščitna carina - zavezniki - zavezniška visoka komisija - zavezniške vojne - zavezniški nadzorni organ - Zedinjena Slovenija - zeloti - zemljiška odveza - zemljiška reforma - Zenon - Clara Zetkin - zgodovina - Zgodovina Antarktike - Zgodovina Etiopije - Zgodovina fizike - Zgodovina Jerseyja - Zgodovina Ljubljane - Zgodovina Prage - Zgodovina Slovenije - Zgodovina znanosti in tehnologije - zgodovinopisje - zgodovinska paradigma - zgodovinska zavest - Zgodovinski viri - zgornji dom - zimmerwaldska konferenca - zlata bula - Zlata horda - Žiga Zois - Émile Zola - zveza držav - Zveza komunistov - zveza treh cesarjev - zveza treh kraljev - zvezna država - zvezni svet - zvezni zbor - zvezno predsedstvo - Ulrich Zwingli -

## Ž
žandar - železna doba - železna zavesa - železo in kri - ženevske konvencije - žensko gibanje - žezelni fevd - žirondisti - župan -